# František Chaloupka (politik)
František Chaloupka (21. července 1869 Libel – 6. září 1951 Libel) byl český a československý politik; meziválečný poslanec Revolučního národního shromáždění za Republikánskou stranu československého venkova (agrárníky).

## Biografie
Vystudoval měšťanskou a hospodářskou školu v Chrudimi, od roku 1887 byl statkářem v rodné Libli. Byl profesí rolníkem.
Politicky aktivní byl již za Rakouska-Uherska. V zemských volbách roku 1901 byl zvolen na Český zemský sněm za kurii venkovských obcí (obvod Rychnov) jako nezávislý kandidát. Ve volbách do Říšské rady roku 1907 se stal také poslancem Říšské rady (celostátní parlament), kam byl zvolen za okrsek Čechy 044. Usedl do poslanecké frakce Klub českých agrárníků. Opětovně byl zvolen za týž obvod i ve volbách do Říšské rady roku 1911 a ve vídeňském parlamentu setrval do zániku monarchie.
Po vzniku Československa zasedal v letech 1918–1920 v Revolučním národním shromáždění.